# Nationaal park Baie de Baly
Het Nationaal park Baie de Baly is een beschermd natuurgebied van 571,42 km² in de regio Boeny in Madagaskar, nabij Soalala en Ambohipaky, circa 150 kilometer van de dichtstbijzijnde grote stad Mahajanga. Naast het park ligt het nationaal park Tsingy de Namoroka.

## Ligging en klimaat
Het gebied bestaat uit droge bossen, struikgewas, bamboe, mangroven, meren en moerassen afgewisseld met savanna. De zuidelijke grens wordt gevormd door de rivier Kapiloza en het park wordt ook doorkruist door de Andranomavorivier. Het park grenst in het noorden aan de Straat van Mozambique en in het oosten aan de Marambitsybaai.

## Fauna
Het nationaal park Baie de Baly is het enige bekende natuurlijk woongebied van de bedreigde Madagaskarschildpad. Andere zeldzame dieren die te vinden zijn in het park zijn de Madagaskarscheenplaatschildpad, de doejong en de Madagaskarzeearend. Er leven 13 soorten zoogdieren, waarvan 6 primaten, 37 soorten reptielen, 8 soorten amfibieën en 122 soorten vogels, waarvan 55 watervogels.

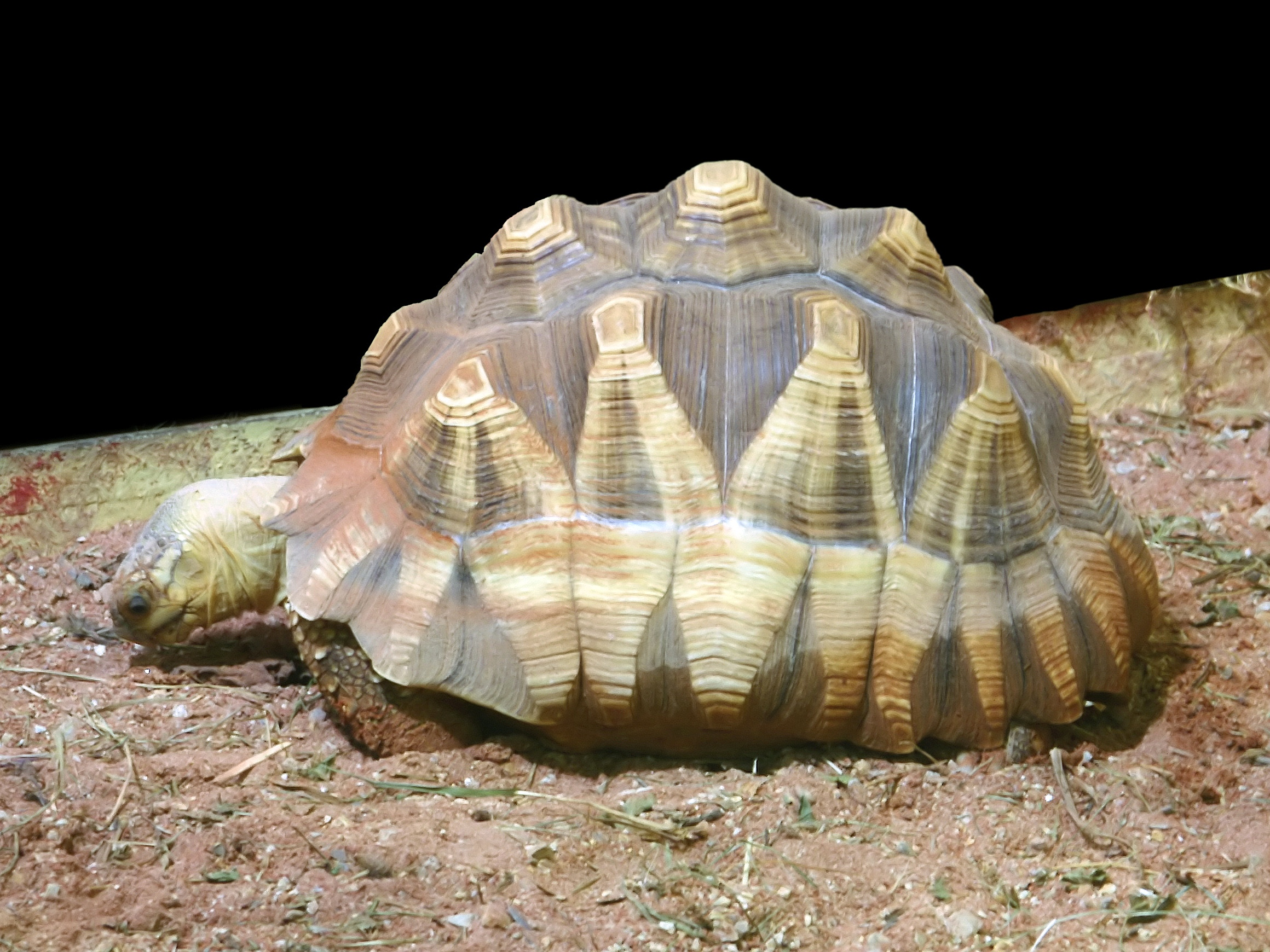
Madagaskarschildpad
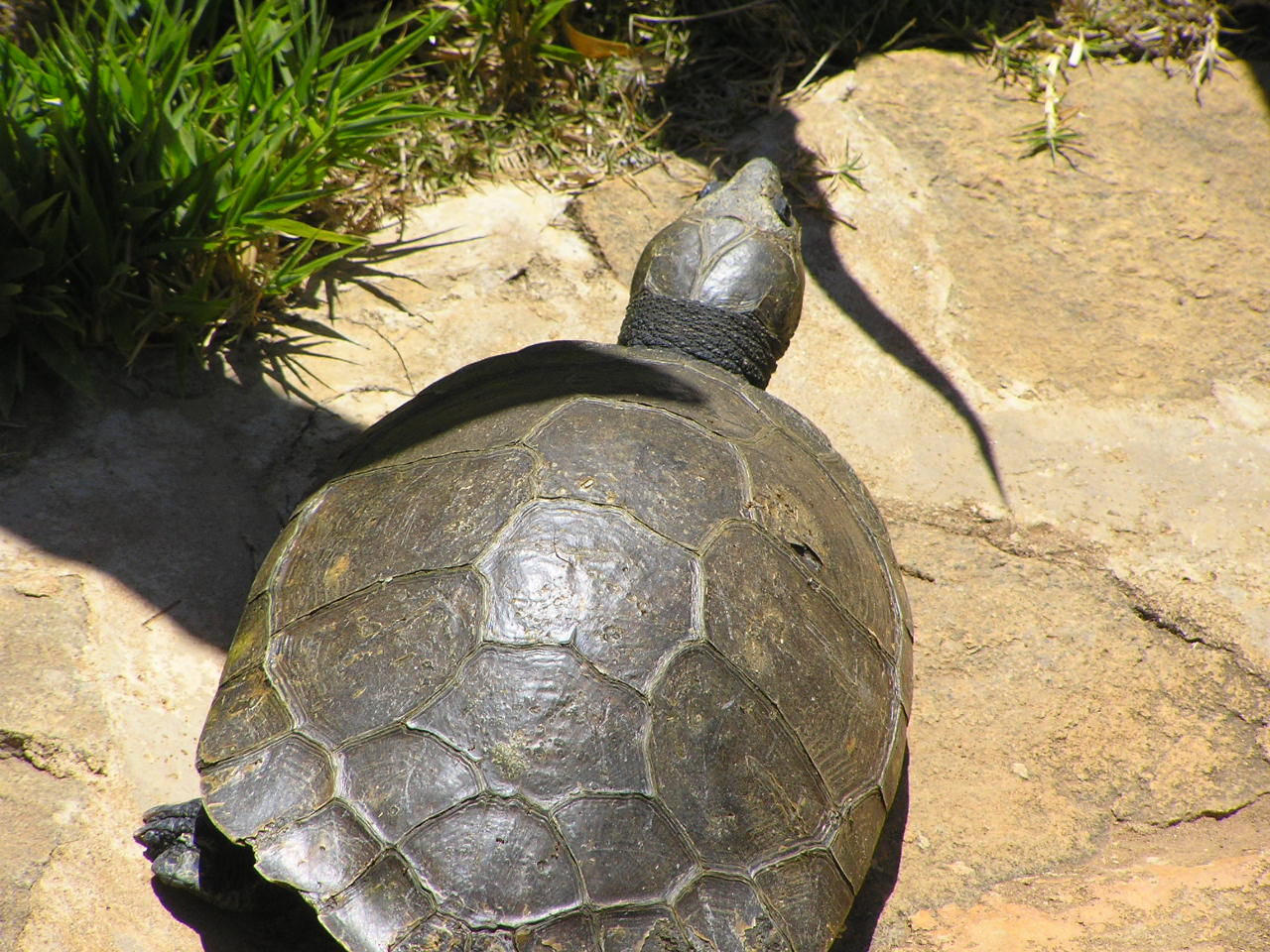
Madagaskarscheenplaatschildpad
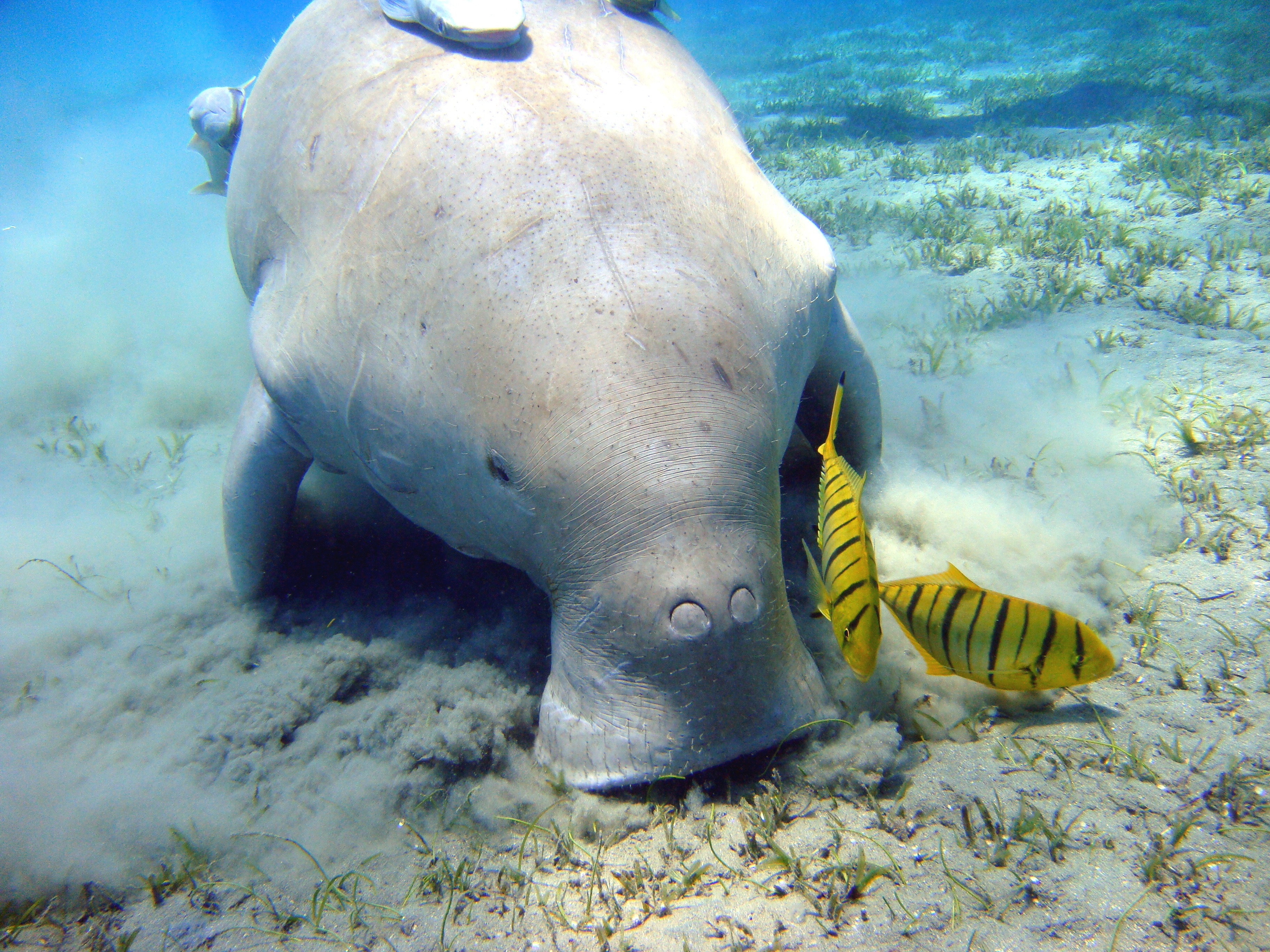
Doejong
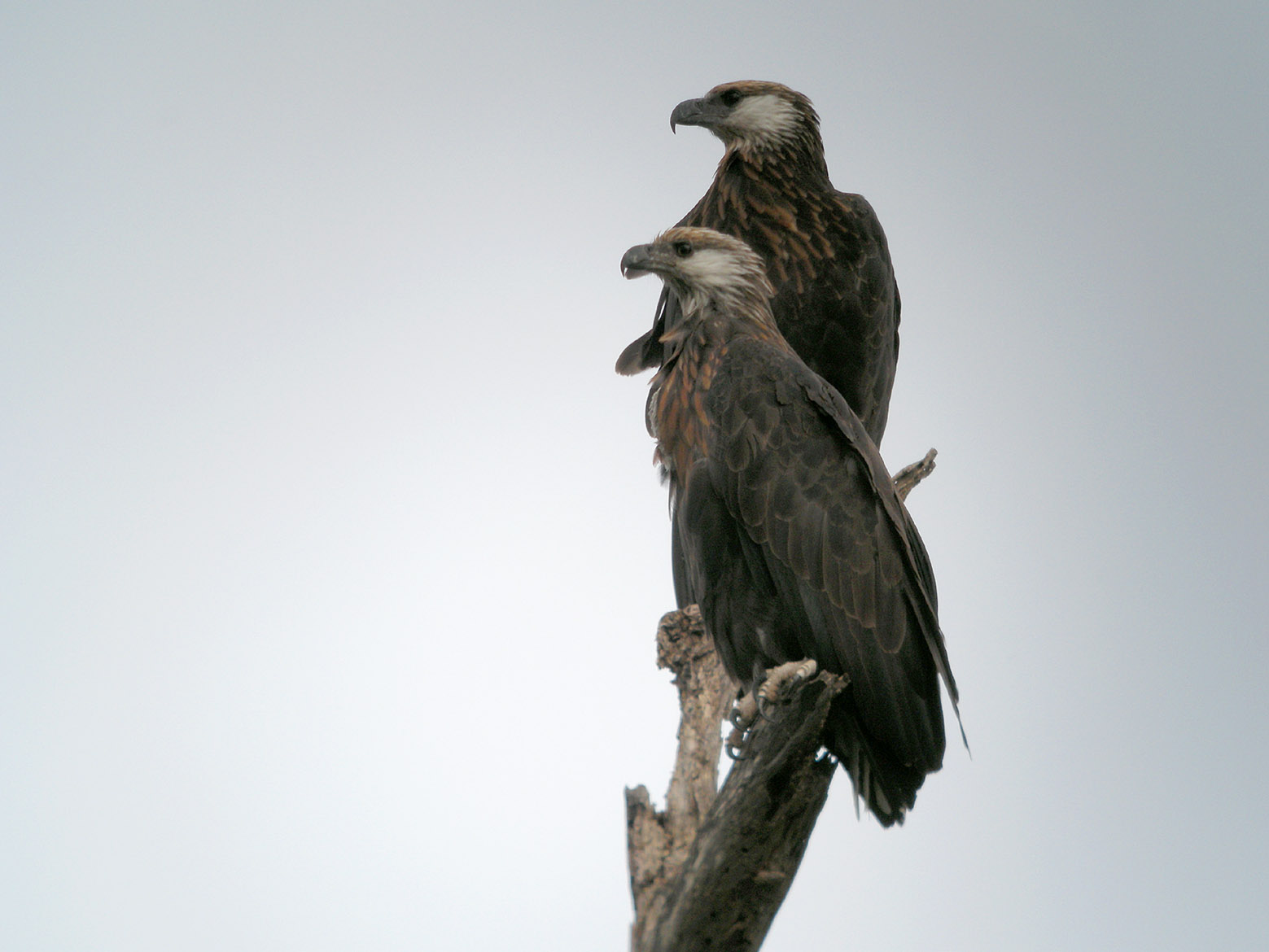
Madagaskarzeearend

## Flora
De Perrierbambus madagascariensis, een endemische bamboesoort, kan enkel hier gevonden worden. De giftige boom Erythrophleum couminga (lokaal komanga genoemd) is ook endemisch voor deze regio en kan worden gevonden binnen en buiten het park. De boom is van zeer hard hout, maar het kan niet worden gebruikt om te koken omdat zijn dampen giftig zijn.
Anja Community Reserve ·
Berenty-reservaat ·
Renialareservaat ·
Kirindy Forest ·
Zoölogisch park van Ivoloina